# São José da Tapera (kommun)
São José da Tapera är en kommun i Brasilien.   Den ligger i delstaten Alagoas, i den östra delen av landet, 1 300 km nordost om huvudstaden Brasília. Antalet invånare är 30 140.
Följande samhällen finns i São José da Tapera:
- São José da Tapera

Omgivningarna runt São José da Tapera är huvudsakligen savann. Runt São José da Tapera är det ganska glesbefolkat, med 43 invånare per kvadratkilometer.